# Недзьведзь (Свецький повіт)
Недзьведзь (пол. Niedźwiedź) — село в Польщі, у гміні Швеці Свецького повіту Куявсько-Поморського воєводства.
Населення — 76 осіб (2011).
У 1975-1998 роках село належало до Бидгощського воєводства.

## Демографія
Демографічна структура станом на 31 березня 2011 року:
|          | Загалом | Допрацездатний вік | Працездатний вік | Постпрацездатний вік |
| -------- | ------- | ------------------ | ---------------- | -------------------- |
| Чоловіки | 34      | 8                  | 23               | 3                    |
| Жінки    | 42      | 9                  | 24               | 9                    |
| Разом    | 76      | 17                 | 47               | 12                   |